# Cupressus glabra
Cyprès blanc de l'Arizona
Espèce
Classification phylogénétique
Répartition géographique
Le Cyprès blanc de l'Arizona  ou Cyprès glabre (Cupressus glabra) est un arbre de la famille des Cupressacées, originaire des montagnes du centre de l'Arizona où l'altitude est comprise entre 1 300  et 1 700 mètres, cultivé en Europe comme arbre d'ornement. Introduit en Europe en 1907.

## Synonyme
Cupressus arizonica var.  glabra

## Description
Jusqu'à 18-22 mètres de hauteur. Port conique ou ovoïde. L'écorce est décorative, elle se desquame en petites plaques circulaires. Les feuilles sont des écailles gris pâle. Les fleurs mâles sont petites et jaunes. Les cônes d'environ 1 à 2 cm persistent plusieurs années et comprennent une centaine de graines.

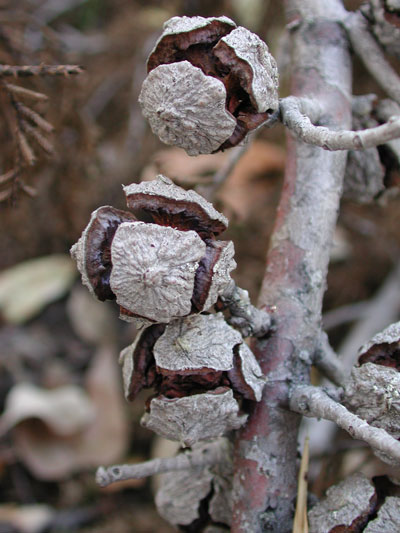
Cônes.

## Habitats
L'arbre pousse en milieux arides. Il prospère dans des milieux semi-désertiques et supporte les grands froids (jusqu'à - 20°).